# ハジロオオシギ

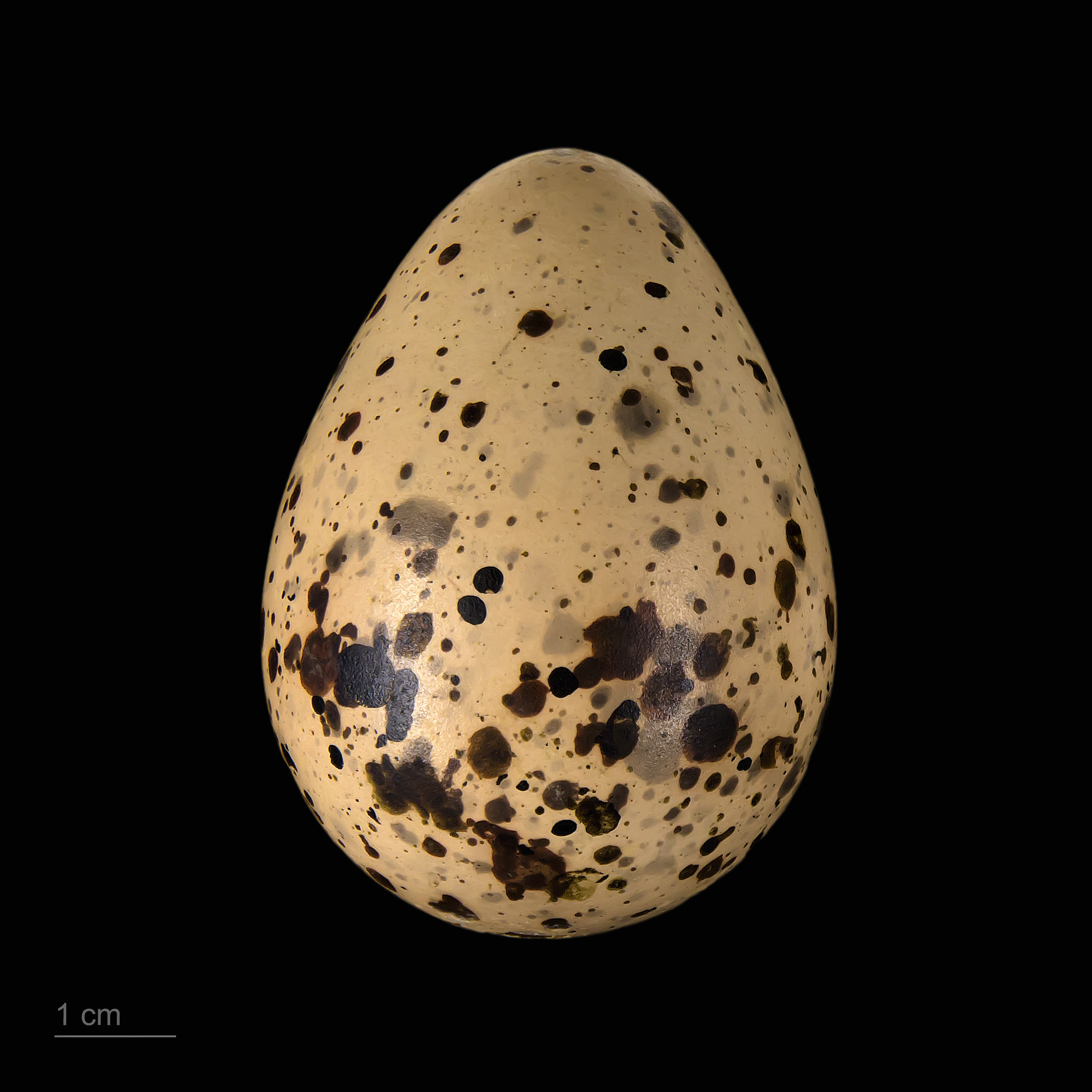
Tringa semipalmata

ハジロオオシギ （学名：Catoptrophorus semipalmatus）は、チドリ目シギ科に分類される鳥類の一種。

## 分布
繁殖地北アメリカ
越冬地南アメリカ

## 形態
特徴は写真参照。

## 絶滅危惧評価
- LEAST CONCERN (IUCN Red List Ver. 3.1 (2001))
[1]

## 参照・注釈
1. ↑  Catoptrophorus semipalmatus  (Species Factsheet by BirdLife International)